# 운현궁
운현궁(雲峴宮)은 대한민국 서울특별시에 위치한 건물이다. 조선 제26대 임금인 고종의 생부인 흥선대원군의 저택으로서, 고종이 탄생하여 즉위하기 전 12살까지 살았던 잠저이기도 하다. 운현궁의 이름은 서운관(書雲觀, 관상감의 별칭)이 있는 앞의 고개라 하여 운현(雲峴)이라 불렸다. 고종이 즉위하자 이곳에서 흥선대원군이 정치를 하였고, 궁궐과 직통으로 연결되었다. 흥선대원군은 1882년(고종 19년) 임오군란 때 여기서 청나라 톈진으로 납치되었다. 한때는 궁궐에 견줄 만큼 크고 웅장하였다고 한다. 이로당 뒷편에 있던 고종이 소년 시절에 자주 오른 노송(老松)은 현재는 사라지고, 그를 추양하는 경송비만이 남아있다. 흥선대원군의 집과 1910년대 새로 지어 덕성여자대학교 본관으로 사용하던 서양식 건물을 합쳐 사적 제257호로 지정하였다.

## 역사

운현궁 이화문

조선시대 일반 상류주택이었던 이 건물은 고종이 왕위에 오르면서 영역이 크게 넓혀지고 건물들도 새로 더 들어서며 흥선대원군이 10여 년간 집정하며 정치를 하는 곳으로 변모하였다. 실제로 고종이 살았던 집은 운현궁 동북쪽 뒤에 있었는데, 1966년에 헐리고 그 자리에 중앙문화센터가 세워졌다. 현재의 건물은 대원군이 섭정을 행하던 1863년 ~ 1873년 사이에 지어진 것이 대부분인데, 노락당과 노안당은 1864년 9월, 이로당은 1870년 준공되었다.
운현궁은 원래 현재의 덕성여자대학교 부설 평생교육원으로 사용하고 있는 양관(洋館), 일본 문화원, 중앙문화센터, 운현초등학교 일대까지 포함된 넓은 지역이었으나 일제강점기를 거치면서 규모가 크게 줄어들었다. 1940년대 후반에는 대한민청의 본부사무실로 사용되기도 하였다. 지금은 1996년 새로 중수하여 개방한 노안당(老安堂), 노락당(老樂堂), 이로당(二老堂)의 세 건물과 부속 행랑채를 운현궁이라고 부른다.
현재의 운현궁 터는 복원하면서 대지를 동서로 크게 양분하여, 동편에는 세 건물들이 들어섰고, 서편은 빈 마당으로 남겨 도로와 접하고 있다. 동편에 있는 세 건물들은 남쪽에서 북쪽으로 대원군의 사랑채였던 노안당, 안채인 노락당, 그리고 별당인 이로당(二老堂) 순서로 자리 잡고 있다. 노안당 남쪽에 원래 아재당(我在堂)이 있었으나 없어졌고, 이로당 북쪽에 있던 영로당(永老堂)도 원래 운현궁의 건물이었으나 현재는 개인 소유의 건물(김승현 가옥, 서울특별시 민속자료 제19호)로 되어 운형궁 경역과는 담으로 구분되어 있다.

## 건물
현존하는 운현궁의 건물들은 격식이나 규모로 보아 궁실의 내전 건물에 가깝다. 평면에 보이는 특징으로 각 채들의 동측을 남북으로 가로지르는 월랑(月廊)으로 연결시킨 점을 들 수 있다. 창덕궁에서 고종이 손쉽게 드나들 수 있도록 경근문이 설치되어 있었고, 또 대원군 전용문인 공근문이 있었으나 지금은 없다.

### 노안당
노안당의 '노안(老安)'은 《논어》공야장(公冶長)편에 나오는 "노인들을 편안하게 하여준다(老者安之)"에서 유래하였다. 노안당은 전체적으로 정(丁)자형의 건물로 대원군이 국정을 의논하던 곳이다. 정면 6칸, 측면 2칸의 몸채 동쪽 끝에 7칸이 덧붙었다. 몸채부는 동쪽 2칸 사랑방을 제외하고 모두 우물마루로 되었으며, 동쪽 끝에서 남으로 돌출한 2칸은 누마루로 구성되었는데, 영화루(迎和樓)라고 한다. 누마루의 하부에는 판장벽을 막고 홍예문을 만드는 등, 실용적이며 장식적인 의장을 선보인다. 지붕 박공 부분 중 뒷면 두 군데에 회벽을 쌓고 중앙에 복(福)을 상징하는 박쥐를 그려 넣었다. 영화루는 대원군이 손님을 맞아 접대하던 곳이다.
노안당의 몸채는 장대석의 세벌대이고, 영화루는 장대석 두벌대로 되어있다. 기둥은 평주, 고주 모두 사각기둥이고 약간의 민흘림이 있으며, 쌍사모를 한 기둥을 세워 기둥머리에는 초익공을 결구하였다. 가구(架構)는 2고주 5량이고, 뒤쪽으로 내민 부분은 1고주 5량으로 구성되어 있다. 처마에는 송판으로 만든 차양(遮陽)을 달았는데 처마 끝에 각목을 길게 대어 단 차양은 고전적 수법이다. 홑처마 팔작지붕 건물이다.

### 노락당
노락당은 운현궁에서 가장 규모가 크고 중심이 되는 건물이다. 전체적으로 자 모양을 취하고 있으며, 정면 3칸은 앞퇴를 개방했고, 좌협간 2칸 중에서 한 칸 부분이 개방되어 좌측 날개 부분의 통로 역할을 한다. 좌우 각 2칸은 온돌, 중앙 3칸은 대청이다. 좌우측의 날개 부분 즉 안채의 몸채에서 직각으로 꺾여 있는 부분은 돌출부가 각 2칸이며 부엌과 창고로 쓰였다. 노락당은 초익공 7량 건물로 사대부가의 건축미를 느낄 수 있는 기법을 많이 볼 수 있으며 아름다운 창살 문양이 남아있다.
노락당 남쪽의 남행각은 자 모양의 평면을 하여 자 모양의 평면을 한 노락당과 함께 자 모양의 안마당을 형성하였다. 이곳은 명성황후 민씨가 삼간택을 마친 후 왕비수업을 받았던 곳이고, 고종 3년 고종과 명성황후 민씨의 가례가 있었던 곳이다.

### 이로당
별당인 이로당은 바깥으로 출입문을 내지 않은 지극히 폐쇄적인 '口'자형 건물이다. 노락당과 복도로 연결되어 오로지 안채에서만 드나들 수 있었던 비밀스럽고 은밀한 건물이었다. 이로당은 대원군의 부인인 부대부인(府大夫人) 민씨가 거처하던 곳이다.
정면 7칸, 측면 7칸의 홑처마 팔작지붕으로 기단은 정방형주초(正方形柱礎)이고 기둥은 평주, 고주 모두 사각기둥으로 약간의 민흘림이 있다. 마루는 우물마루이나 툇마루는 장마루이고 가구는 입구자형 평면에서 남쪽은 1고주 5량, 서쪽과 북쪽은 1고주 3량, 동쪽은 평4량(平四樑)이다. 지붕은 우진각 지붕인 서북쪽 모서리를 제외하고 모두 팔작지붕이다. 정면 앞마당 서쪽으로는 석함, 동쪽으로는 요거석이 있고, 동쪽 마당에는 정원이 조성되어 있다.

## 사진

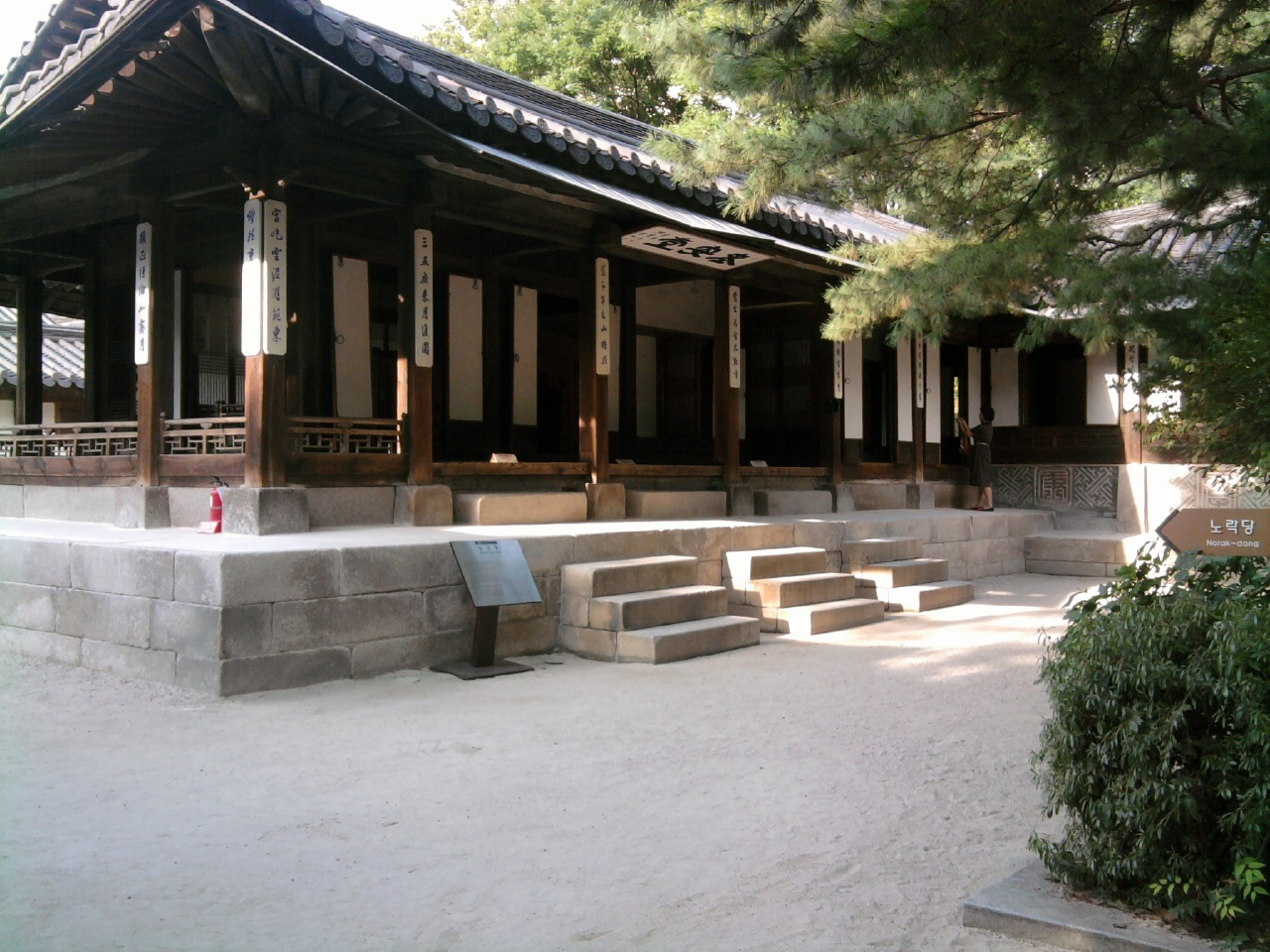
노안당
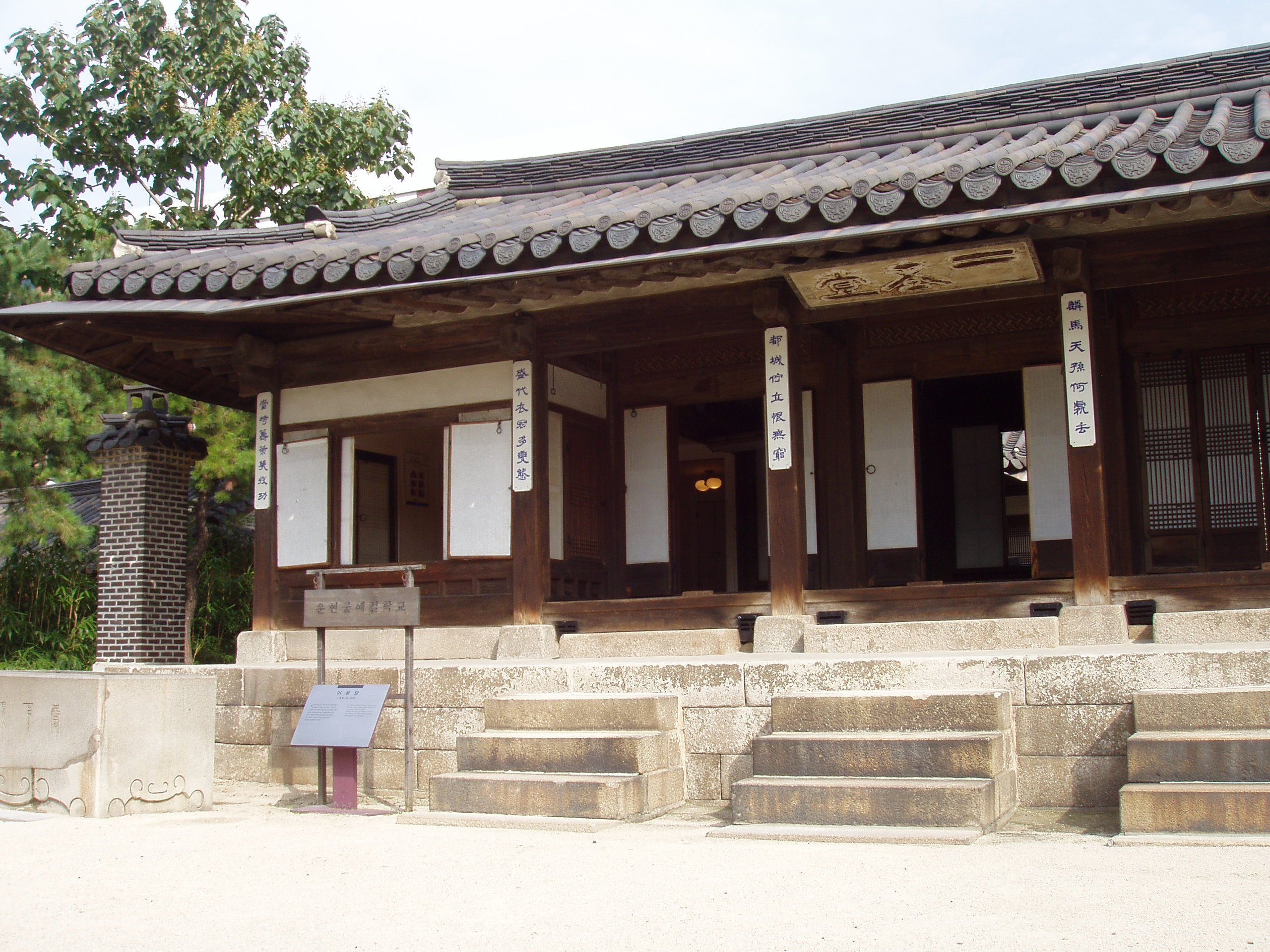
이로당
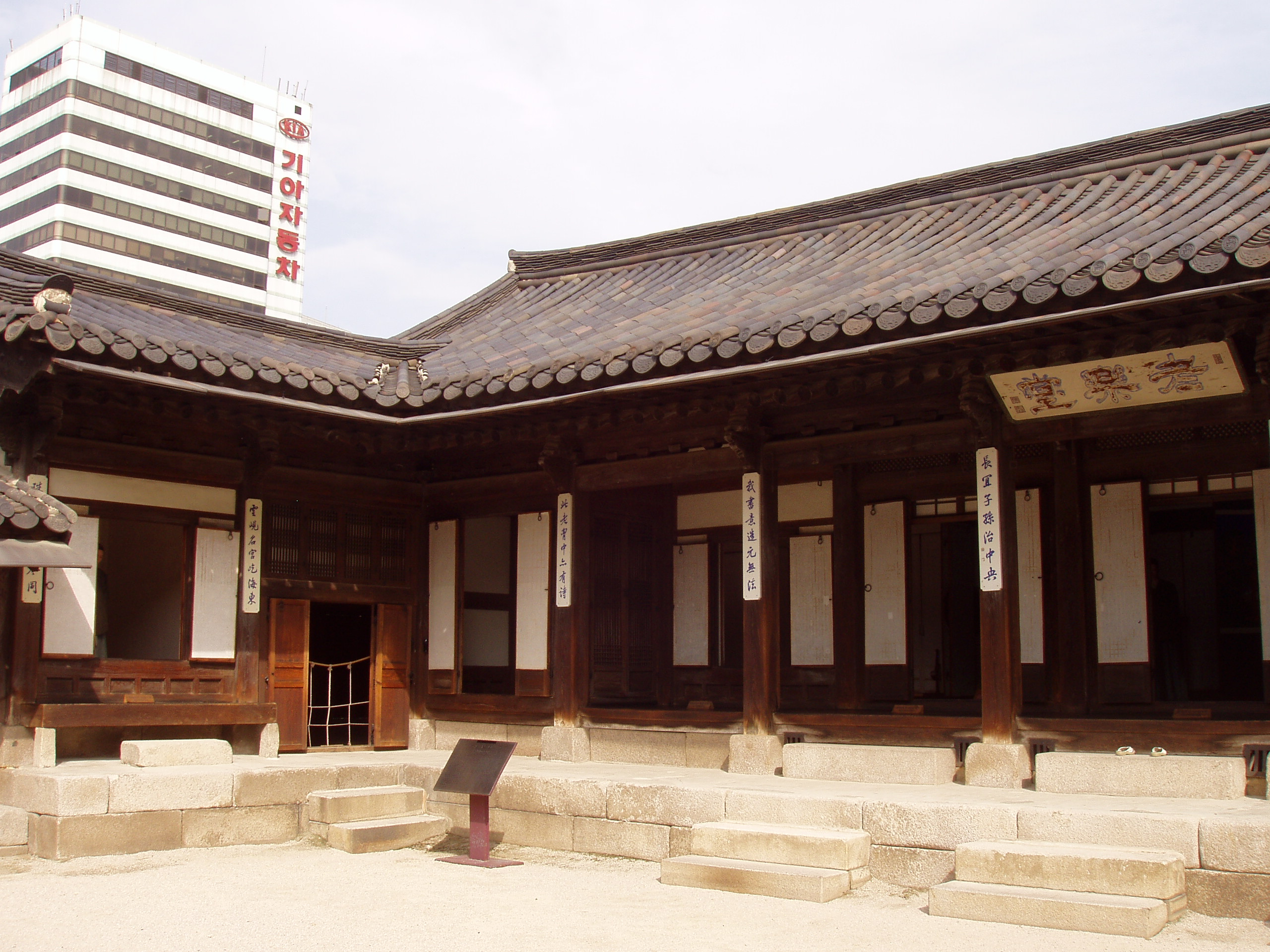
노락당
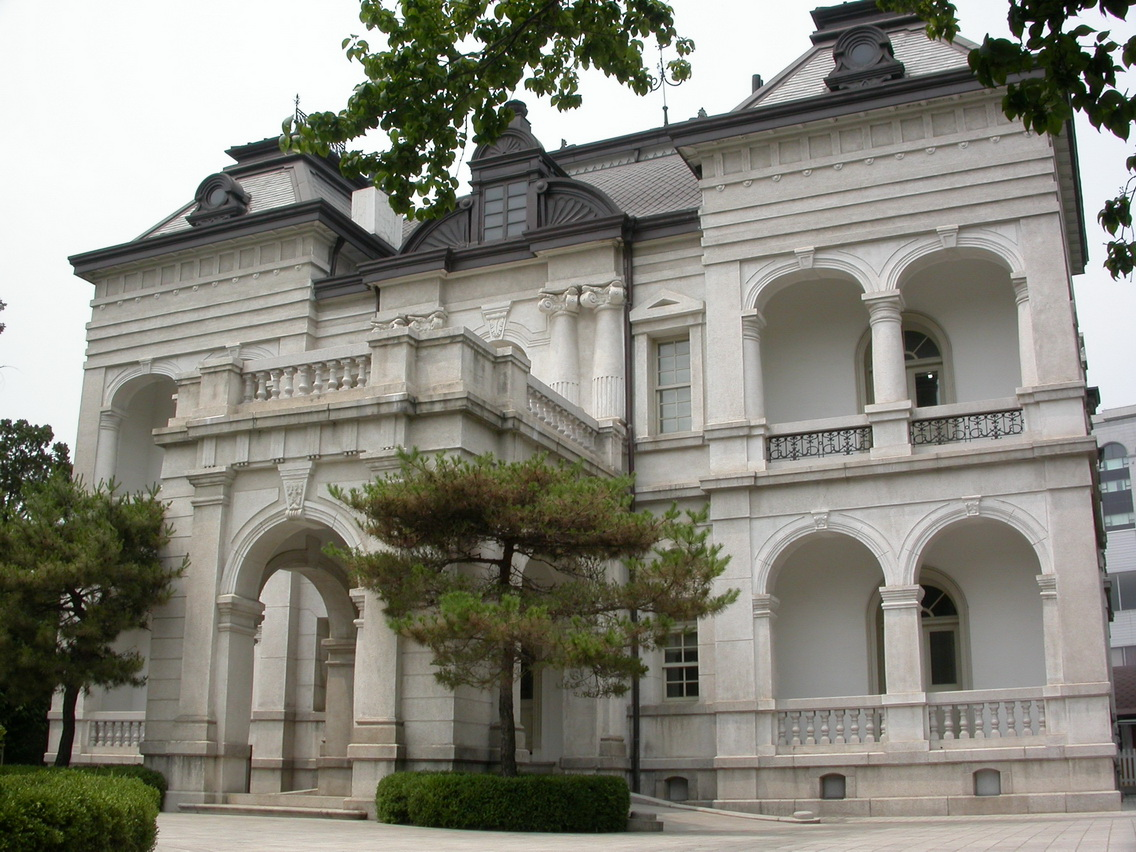
양관
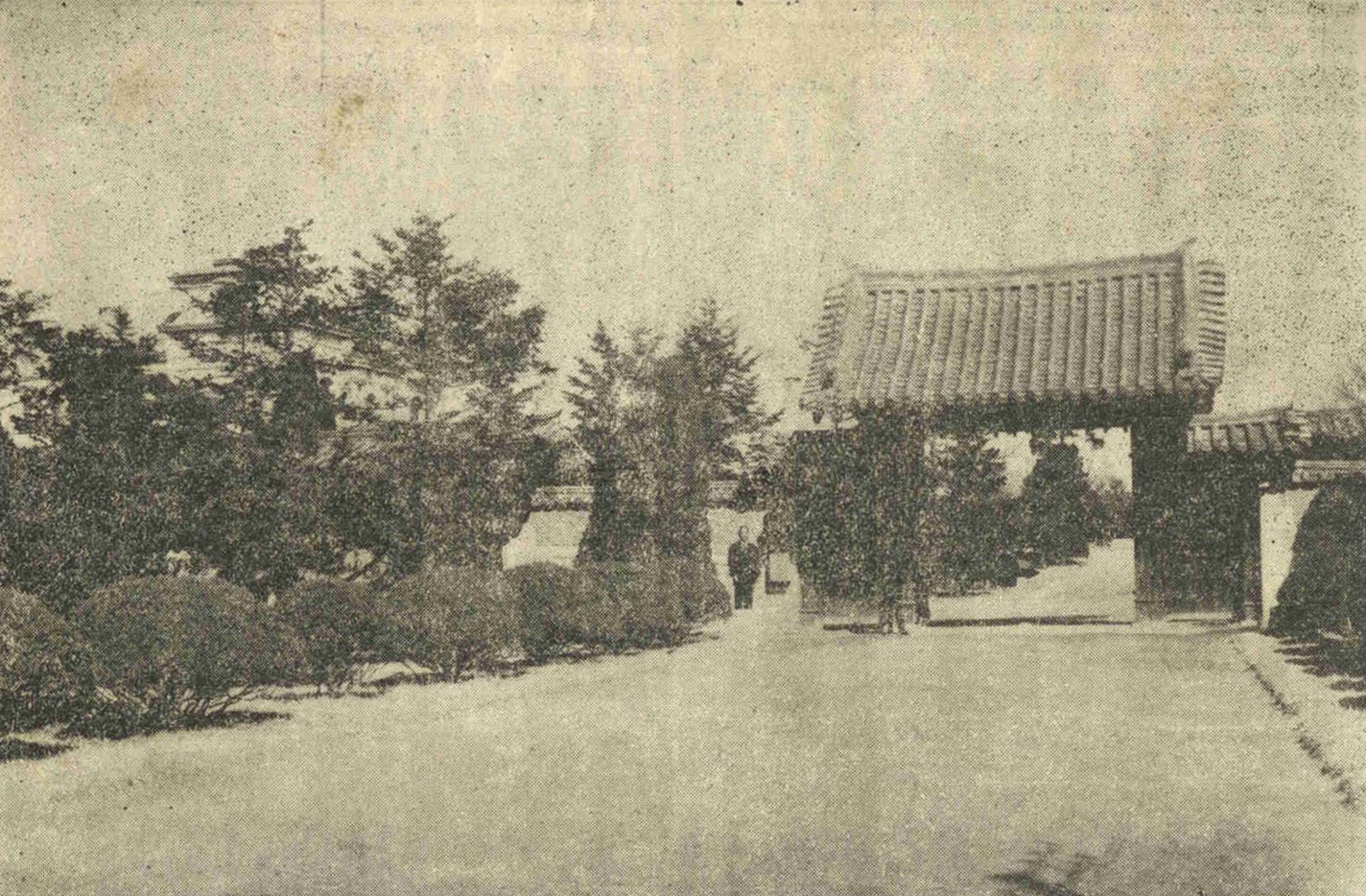
양관 정문

## 운현궁의 역대 종주
- 제1대 : 흥선대원군 이하응(興宣大院君 李昰應, 1820년~1898년)
- 제2대 : 흥친왕 이재면(興親王 李載冕, 완흥군(完興君), 1845년~1912년)
- 제3대 : 영선군 이준용(永宣君 李埈鎔, 1870년~1917년)
- 제4대 : 이우(李鍝, 1912년~1945년)
- 제5대 : 이청(李淸, 1936년~)

## 같이 보기
| - 운현궁의 봄 - 계동궁 - 흥선대원군 - 흥친왕 - 영선군 - 이문용 - 이우 - 이재선 - 운니동 김승현 가옥 | - 은신군 - 고종 - 이종 - 이청 - 박찬주 - 윤원선 - 흥원 : 남양주시 화도읍 창현리 소재 |

## 참고 자료
- 본 문서에는 서울특별시에서 지식공유 프로젝트를 통해 퍼블릭 도메인으로 공개한 저작물을 기초로 작성된 내용이 포함되어 있습니다.
- 이 문서에는 다음커뮤니케이션(현 카카오)에서 GFDL 또는 CC-SA 라이선스로 배포한 글로벌 세계대백과사전의 〈〈왕권의 재확립과 쇄국책〉〉 항목을 기초로 작성된 글이 포함되어 있습니다.